# Pasteurella
Il genere Pasteurella comprende coccobacilli gram negativi immobili, aerobi-anaerobi facoltativi, fermentanti, che presentano spesso in coltura una colorazione bipolare, che gli dona un aspetto a "spilla di sicurezza". Le dimensioni sono tra i 0,3-1 x 1-2 micron. 
Crescono sui comuni terreni di coltura, meglio se arricchiti con sangue. 
Infetta varie specie animali (cani, gatti, suini, conigli).
P. multocida è l'agente eziologico responsabile della Rinite atrofica del suino e della Corizza nel coniglio.
La P. multocida può essere trasmessa all'uomo attraverso graffi o morsi ma anche per via inalatoria. Ne consegue una setticemia con formazione di ascessi in varie parti del corpo.
Insieme ad altri generi, ad esempio l'Haemophilus, formano la famiglia delle Pasteurellaceae.

## Habitat e diffusione
Si ritrovano nel tratto respiratorio e digerente di molti mammiferi, sia domestici che selvatici, e degli uccelli. Nell'uomo sono state isolate in condizioni normali dal tratto respiratorio.